# Sân vận động Thành phố Thể thao Camille Chamoun
Sân vận động Thành phố Thể thao Camille Chamoun (CCSC) (tiếng Ả Rập: ملعب مدينة كميل شمعون الرياضية; tiếng Pháp: Cité sportive Camille-Chamoun) là một sân vận động đa năng với sức chứa 49.500 chỗ ngồi, nằm ở khu vực Bir Hassan của Beirut, Liban. Sân vận động được trang bị các cơ sở vật chất về điền kinh, là sân vận động lớn nhất trong cả nước, và chủ yếu được sử dụng cho các trận đấu bóng đá.

## Lịch sử

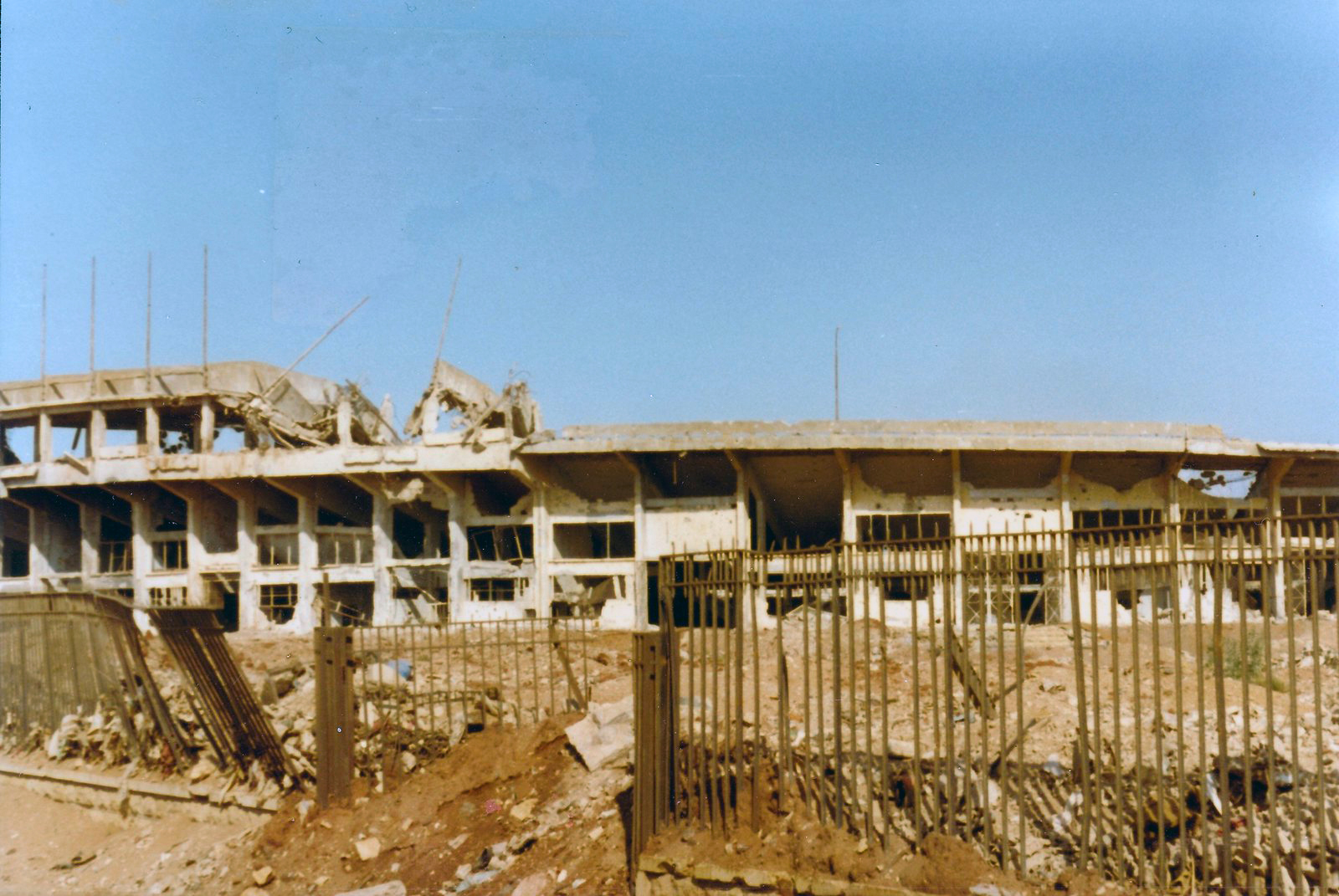
Sân vận động Camille Chamoun năm 1982; sân đã bị phá hủy trong Nội chiến Liban.

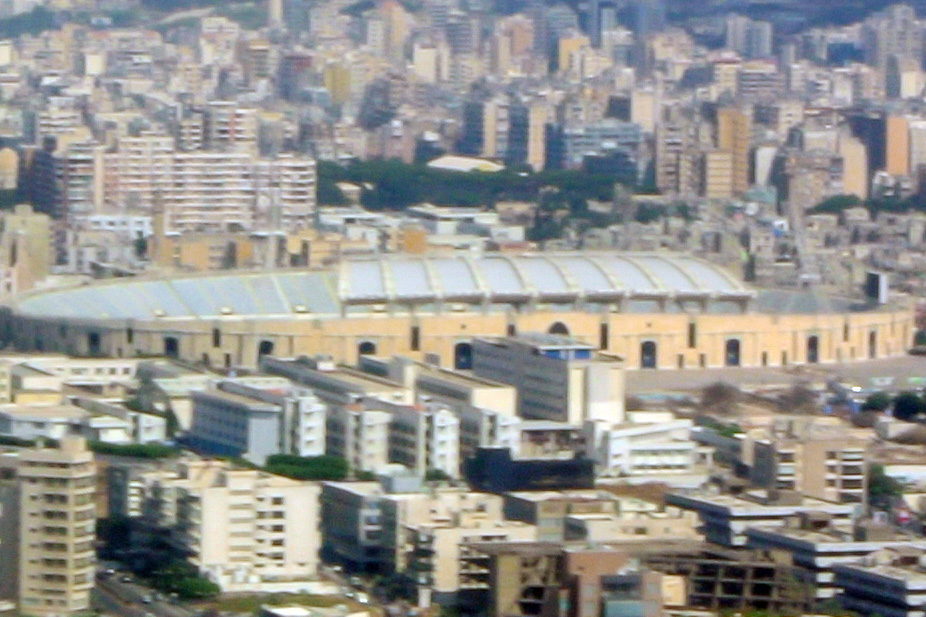
Quang cảnh bên ngoài sân vận động năm 2015.

Sân được xây dựng vào năm 1957 bởi Bộ Thanh niên & Mỹ thuật Liban trong nhiệm kỳ tổng thống của Camille Chamoun. Trận mở màn là trận giao hữu với FC Petrolul Ploieşti, trong đó Liban giành chiến thắng với tỷ số 1–0 thông qua bàn thắng của Joseph Abou Murad. Sân vận động đã bị phá hủy hoàn toàn trong cuộc xâm lược của Israel năm 1982. Do đó, cựu Thủ tướng Liban, ông Rafic Hariri đã khởi xướng một dự án xây dựng lại sân vận động để chuẩn bị cho Cúp bóng đá châu Á 2000. Việc tái thiết đã nhận được tài trợ từ Ả Rập Xê Út và Kuwait, với khoản đóng góp tương ứng là 20 triệu và 5 triệu đô la Mỹ. 75 triệu đô la Mỹ khác được cung cấp bởi chính phủ Liban. Quá trình cải tạo của "Hội trường Pierre Gemayel" giáp ranh cũng được bao gồm trong toàn bộ dự án.
Được thiết kế bởi Laceco Architects & Engineers, sân vận động trải rộng 50.000 mét vuông với 77.000 mét vuông mái che và 7 km hàng rào. Một phòng trưng bày tổng thống gồm 37 ghế tháp trên sân, được rào lại bằng kính chống đạn. Ngoài một bãi đậu xe rộng 600 mét vuông được xây dựng bên dưới sân vận động và một khu đất rộng 20.000 mét vuông khác bên ngoài. Cấu trúc có khả năng hấp thụ các trận động đất lên tới 8,6 độ theo thang Richter. Ngoài ra còn các văn phòng hành chính, một tổ hợp cho ủy ban Olympic của Liban và nhiều liên đoàn thể thao khác, trung tâm báo chí cực kỳ hiện đại, phòng khám để xử lý các trường hợp khẩn cấp giữa các cầu thủ và khán giả với bãi đậu xe cứu thương và xe cứu hỏa, đã được xây dựng bên dưới khán đài. Một khu liên hợp thể thao trong nhà ở phía bắc sân vận động đã được xây dựng với sức chứa 3.300 khán giả mạnh mẽ cho bóng rổ, bóng chuyền và thể dục dụng cụ, dự kiến hoàn thành vào năm 1998.
Kvarner, công ty ký hợp đồng, cho biết 25 kỹ sư người Anh và 115 người Liban đã cùng với 850 công nhân Liban và Ả Rập xây dựng lại thành phố thể thao ban đầu được khánh thành bởi cố tổng thống Camille Chamoun vào năm 1957.
Sau khi tái thiết, sân vận động đã tổ chức Đại hội Thể thao Ả Rập 1997 nơi Tổng thống Liban Elias Hrawi có bài phát biểu khai mạc: "Từ Liban chúng tôi nói với thế giới; Liban đã trở lại di sản và sự thống nhất của họ, họ đã quay trở lại để xây dựng một Liban vì anh hùng, tuổi trẻ và hòa bình ". Thủ tướng Liban cũng có bài phát biểu với nội dung: "Xây dựng đã chiến thắng sự hủy diệt và hòa bình trong chiến tranh". Cuối cùng, chủ tịch ủy ban Đại hội Thể thao Ả Rập nói: "Đây là một giải đấu đoàn kết giữa những người Liban đã tạo dựng uy tín ở đất nước họ và làm phát sinh sự kiện thể thao lớn này". "Bom có thể phá hủy một thành phố nhưng không bao giờ có thể làm lung lay niềm tin của các tín đồ".
Sân vận động cũng là địa điểm chính cho Giải vô địch điền kinh Ả Rập 1999, Asian Cup 2000 và Jeux de la Francophonie lần thứ sáu được tổ chức từ ngày 27 tháng 9 đến ngày 3 tháng 10 năm 2009. Vào ngày 27 tháng 4 năm 2017, sân đã tổ chức một trận đấu giữa Barcelona Legends và Real Madrid Legends Trận đấu kết thúc với tỷ số 3–2 cho Barcelona.
Sân vận động đã bị hư hại nghiêm trọng sau vụ nổ Beirut năm 2020, và không thể phục vụ các hoạt động thể thao cho mùa giải 2020-21. Vào ngày 26 tháng 10 năm 2020, có thông tin cho rằng sân vận động tạm thời được chuyển đổi thành kho chứa bột mì, vì vụ nổ cũng dẫn đến sự sụp đổ của tòa nhà chứa lúa mì ở Beirut.

## Kết cấu
Tính đến ngày 3 tháng 1 năm 2019
Được thiết kế bởi Laceco Architects & Engineers, sân vận động trải dài trên không gian 50.000 mét vuông với 77.000 mét vuông mái che và 7 km hàng rào. Phòng trưng bày tổng thống gồm 37 chỗ ngồi sừng sững trên sân, được rào bằng kính chống đạn. Bên ngoài gồm một bãi đậu xe rộng 600 mét vuông được xây dựng bên dưới sân vận động và một khu đất rộng 20.000 mét vuông khác bên ngoài.
Cấu trúc có khả năng chịu đựng các trận động đất lên tới 8,6 độ Richter. Hơn nữa, các văn phòng hành chính, một khu liên hợp cho ủy ban Olympic của Liban và nhiều liên đoàn thể thao khác, các trung tâm báo chí cực kỳ hiện đại, các phòng khám để xử lý các trường hợp khẩn cấp giữa các cầu thủ và khán giả với bãi đậu xe cứu thương và xe cứu hỏa, đã được xây dựng bên dưới khán đài.
Một khu liên hợp thể thao trong nhà ở phía bắc sân vận động đã được xây dựng với sức chứa 3.300 khán giả cho các môn bóng rổ, bóng chuyền và thể dục dụng cụ, dự kiến hoàn thành vào năm 1998.
- Tổng sức chứa: 49.500 khán giả
- Khu vực được che chắn: 12.000
- Khu vực không được che chắn: 43.000
- Khán đài tổng thống: 150
- Khán đài VIP: 1.150
- Tầng khán đài thứ nhất: 3.450
- Khán đài báo chí: có sẵn (710)
- Phòng họp báo: có sẵn
- Phòng họp: có sẵn (350 m²)
- Phòng phỏng vấn: có sẵn
- Phòng báo chí nghe nhìn: có sẵn
- Phòng viễn thông: có sẵn
- Vị trí bình luận: có sẵn
- Phòng thay đồ cầu thủ: 23
- Phòng thay đồ trọng tài: 2
- Phòng chống độc: có sẵn
- Phòng báo chí: có sẵn
- Phòng thu TV: có sẵn
- Phòng tập luyện vận động viên: có sẵn
- Câu lạc bộ Saloon: có sẵn
- Lễ tân tổng thống: có sẵn
- Nhà ăn vận động viên: có sẵn
- Phòng cấp cứu: có sẵn
- Phòng tiếp tân quan chức: có sẵn
- Phòng thí nghiệm thuốc: có sẵn
- VIP Saloon: có sẵn
- Nhân sự địa phương: có sẵn